# Азделино
Азде́лино (бел. Аздзеліна) — агрогородок в Гомельском районе Гомельской области Беларуси. Административный центр Азделинского сельсовета.

## География

### Расположение
В 9 км от железнодорожной станции Лазурная (на линии Жлобин — Гомель), 16 км на юго-запад от Гомеля.

## Транспортная сеть
Расположен на автодороге, которая связывает агрогородок с Гомелем. Планировка состоит из 2 параллельных между собой прямолинейных улиц, с почти широтной ориентацией и пересекаемых по центру третьей прямолинейной улицей. Застройка двусторонняя, преимущественно деревянная, усадебного типа. В 1987-95 годах построены 54 кирпичные дома, в которых разместились переселенцы из загрязненных радиацией мест в результате аварии на Чернобыльской АЭС.

## История
Обнаруженное археологами городище (в 2 км на запад от агрогородка) свидетельствует о заселении этих мест с давних времён. По письменным источникам известна с XVIII века После 1-го раздела Речи Посполитой (1772 год) в составе Российской империи. В 1775 году пожалована Екатериной II генерал-майору Пищевичу. В 1882 году работал хлебозапасный магазин. Согласно переписи 1897 года располагались: хлебозапасный магазин, 5 ветряных мельниц, круподробилка, трактир. Действовало народное училище (в 1907 году 68 учеников). В 1909 году 2502 десятин земли, в Гомельском уезде Могилёвской губернии.
С 8 декабря 1926 года центр Азделинского сельсовета Уваровичского, с 17 апреля 1962 года Буда-Кошелёвского районов Гомельского округа (до 26 июля 1930 года), с 20 февраля 1938 года Гомельской области. Действовали начальная школа, отделение потребительской кооперации. В 1929 году организован колхоз. Во время Великой Отечественной войны 93 жителя погибли на фронте. В 1979 году к деревне присоединён посёлок Красная Гора. Центр колхоза имени С. М. Кирова. Действуют 9-летняя школа, детский сад, Дом культуры, библиотека, фельдшерско-акушерский пункт, столовая, магазин, отделение связи.
В состав Азделинского сельсовета входили не существующие в настоящее время посёлки: Ясная Поляна до 1967 года, Курицкий до 1976 года, Красная Гора до 1979 года.

## Население

### Численность
- 2004 год — 176 хозяйств, 486 жителей.

### Динамика
- 1882 год — 120 дворов, 554 жителя.
- 1897 год — 162 двора, 1254 жителей (согласно переписи).
- 1909 год — 191 двор, 1366 жителей.
- 1959 год — 550 жителей (согласно переписи).
- 1969 год — 162 двора, 329 жителей.
- 2004 год — 176 хозяйств, 486 жителей.

## Достопримечательность
- Городище периода раннего железного века (V в. до н.э. — V в. н.э.), 2 км на запад от деревни, на правом берегу реки Уза —  Историко-культурная ценность Республики Беларусь, шифр 313В000202.

## Известные уроженцы
- В. М. Корнеев — белорусский художник